# Zrinští
Zrinští, či Zrinští ze Serynu, (dříve též Zriňští či Zrinjští, chorvatsky Zrinski auch Zrinjski, maďarsky Zrínyi, německy Serin, Zerin, Zrinyi nebo Zriny) je někdejší chorvatsko-uherský šlechtický rod.

## Dějiny

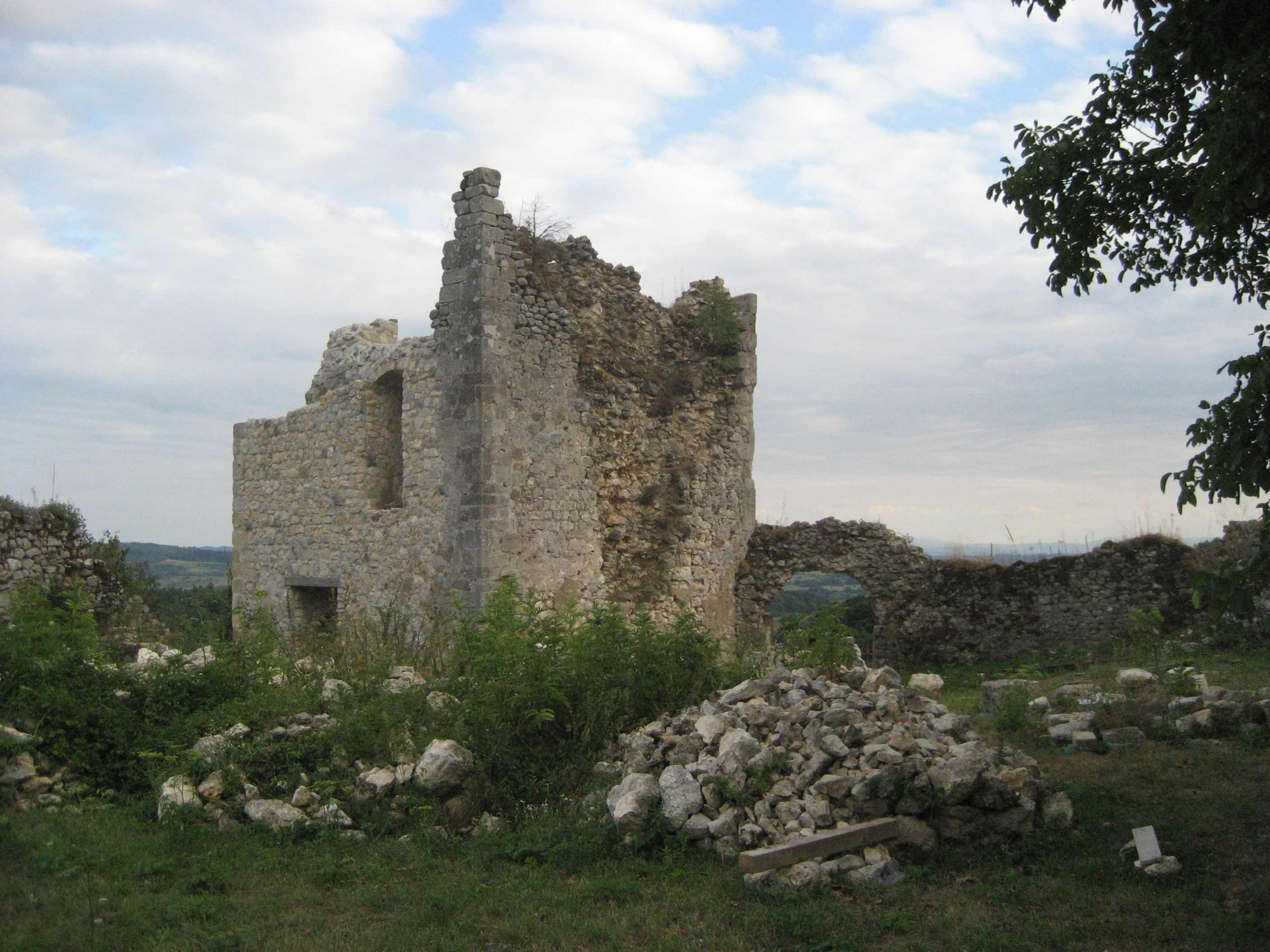
Zřícenina hradu Zrin

Šlechtický rod Zrinských byl jednou z vedlejších linií starého chorvatského šlechtického rodu Šubićů, který roku 1347 svůj predikát přejal od hradu Zrin v pahorkatině Zrinska gora ve Středochorvatské župě. Zakladatelem rodu byl Jiří I. Zrinský († 1361). Šlechtický rod byl roku 1554 povýšen do hraběcího stavu.
Posledním členem rodu byla Helena Zrínská, jíž rod roku 1703 vymřel.

## Chorvatští báni
Někteří členové rodu byli bány Chorvatského království:
- Mikuláš Šubič Zrinský (Nikola Šubić Zrinski), v letech 1542 až 1556
- Jiří Zrinský (Juraj Zrinski), v letech 1622 až 1626
- Mikuláš Zrinský, v letech 1647 až 1664
- Petr Zrinský (Petar IV. Zrinski), v letech 1665 až 1670

## Další členové rodu
- Petr I. Zrinský (???–1440), šlechtic a politik
- Jan Zrinský ze Serynu (1565 nebo 1566–1612), majitel Rožmberského panství v Jižních Čechách
- Helena Zrinská (Jelena Zrinska) (1643–1703), poslední žijící člen chorvatského rodu Zrinských

## Příbuzenstvo
Spojili se např. s chorvatskými rody Draškovićů a Frankopanů, uherskými rody Rákócziů, Batthyányů, Bánffyů, Nádasdyů, nebo českými rody Rožmberků, Kolovratů, či Jankovských z Vlašimi ad.

## Ostatní
Chorvatský cestovatel Dragutin Lerman pojmenoval po Zrinských jeden z vodopádů na řece Kouilou v Kongu.